# Thamnophis scaliger
Espèce
Synonymes
- Tropidonotus scaliger Jan, 1863

Statut de conservation UICN

 VU B1ab(iii) : Vulnérable
Thamnophis scaliger est une espèce de serpents de la famille des Natricidae. 

## Répartition
Cette espèce est endémique du Mexique. Elle se rencontre dans les États du Jalisco, d'Aguascalientes, du Michoacán, du Puebla et du Guanajuato.

## Publication originale
- Jan, 1863 : Elenco Sistematico degli Ofidi descriti e disegnati per l'Iconografia Generale. Milano, A. Lombardi, p. 1-143 (texte intégral).